# Byron Cummings

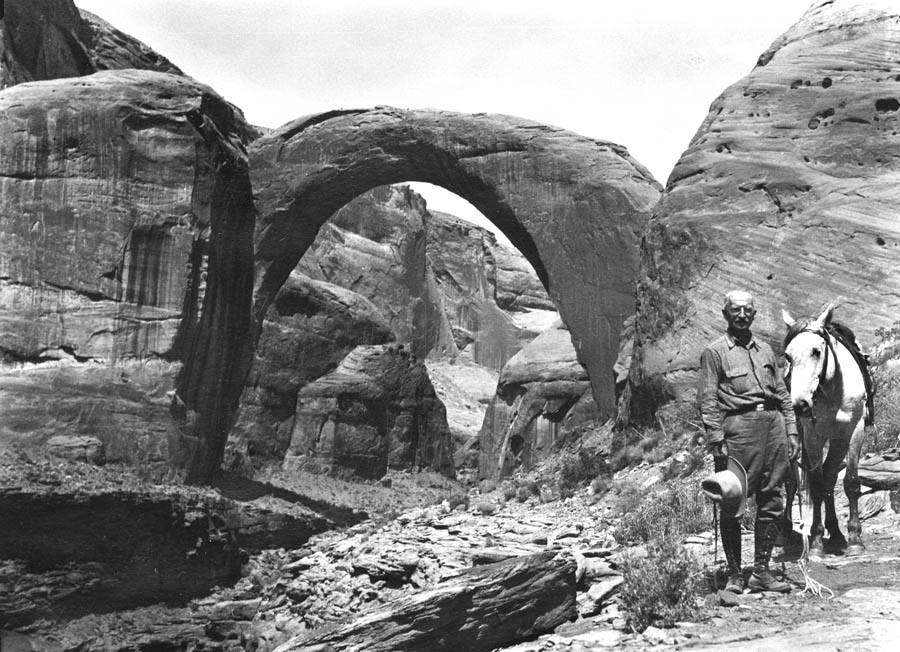
Byron Cummings bij Rainbow Bridge, 1909

Byron H. Cummings (20 september 1860 - 21 mei 1954) is bekend als de Dean of Soutwestern archaeology (decaan van de zuidwestelijke archeologie) in de Verenigde Staten.
Cummings was professor aan de University of Utah (1893-1915), de 9e president van de University of Arizona (1927-28), de eerste directeur van het Arizona State Museum (1915-38), vestigingshoofd van het University of Arizona's Department of Archaeology (1915-37), en de stichter van de Arizona Archaeological and Historical Society (est. 1916).
Cummings leidde opgravingen in Zuidoost-Utah en Noordoost-Arizona, toen nog vrijwel onbekend gebied voor de Amerikanen, en ontdekte de Natural Bridges, die president Theodore Roosevelt in 1908 tot Natural Bridges National Monument verklaarde. Cummings bleef onderzoekingen doen in Arizona, waar hij Betatakin, Inscription House, en andere befaamde cliff-dwellings ontdekte, ten zuiden en oosten van Navaho Mountain.
Op 14 augustus 1909 leidde hij zijn groep naar de ontdekking van Rainbow Natural Bridge. Zijn archeologische onderzoekingen gingen iedere zomer door tot hij in 1938 afzwaaide met de titel Director Emeritus.
Nadat de mijnwerker J. L. Coker in 1930 contact met Cummings had gezocht over een vondst in Sonora in Mexico, vroeg Cummings de Science Service in Washington om de universiteit te helpen met sponsoring, om een expeditie naar Sonora op touw te zetten. De ontdekking van menselijke overblijfselen in Sayopa in Sonora, leidde tot een confrontatie met Yaqui, waarna Cummings en professor Manuel San Domingo, een Mexican Government scientist of Sonora, het veld ruimden. Onderzoek in het gebied werd voortgezet door etnoloog Paxson C. Hayes van Santa Barbara, Californië. Cummings berichtte in de krant over Hayes' vondsten. 
Zijn laatste veldwerk was in Kinishba, een grote ruïne in het Apache-reservaat, waar hij jaarlijks van 1931 tot 1939 opgravingen deed met studenten van de afdeling antropologie. Hij restaureerde een deel van de ruïne en bouwde een plaatselijk museum met de hulp van Apache arbeidskrachten en hij droeg er zorg voor tot 1946, toen hij nogmaals met pensioen ging om zich volledig aan het schrijven te wijden.